# Monopoly (serie televisiva)
Monopoly (Matador) è una serie televisiva danese in 24 episodi trasmessi per la prima volta nel corso di 4 stagioni, dal 1978 al 1982.
È una serie drammatica ambientata nella città fittizia danese di Korsbæk tra il 1929 e il 1947 e incentrata in particolare sulla rivalità tra le famiglie di due uomini d'affari: il banchiere Hans Christian Varnæs, e lo scalatore sociale Mads Skjern, da poco arrivato in città quando la serie si apre. Il titolo originale Matador deriva dall'edizione localizzata del gioco da tavolo Monopoli. Inoltre, nella lingua danese, il termine "matador" è spesso usato per indicare un imprenditore particolarmente scaltro.

## Personaggi e interpreti
- Mads Skjern (24 episodi, 1978-1982), interpretato da Jørgen Buckhøj.
- Oluf Larsen (24 episodi, 1978-1982), interpretato da Buster Larsen.
- Ingeborg Skjern (24 episodi, 1978-1982), interpretato da Ghita Nørby.
- Maude Varnæs (24 episodi, 1978-1982), interpretata da Malene Schwartz.
- Elisabeth Friis (24 episodi, 1978-1982), interpretata da Helle Virkner.
- Misse Møhge (24 episodi, 1978-1982), interpretato da Karin Nellemose.
- Hans Christian Varnæs (23 episodi, 1978-1982), interpretato da Holger Juul Hansen.
- Agnes Jensen (23 episodi, 1978-1982), interpretato da Kirsten Olesen.
- Laura Larsine Sørensen (23 episodi, 1978-1982), interpretata da Elin Reimer.
- Frede 'Fatty' Hansen (23 episodi, 1978-1982), interpretato da Benny Hansen.
- Violet Vinter (15 episodi, 1978 - 1982), interpretata da Lis Løwert.

## Produzione
La serie, ideata da Lise Nørgaard, fu prodotta da Nordisk Film e girata in Danimarca. Le musiche furono composte da Bent Fabricius-Bjerre.

### Registi
Tra i registi sono accreditati:
- Erik Balling in 12 episodi (1978-1979)

### Sceneggiatori
Tra gli sceneggiatori sono accreditati:
- Lise Nørgaard in 12 episodi (1978-1979)
- Karen Smith in 3 episodi (1978-1979)
- Paul Hammerich in 2 episodi (1978-1979)
- Jens Louis Petersen in 2 episodi (1978-1979)

## Distribuzione
La serie fu trasmessa in Danimarca dall'11 novembre 1978 al 2 gennaio 1982 sulla rete televisiva Dr 1. In Italia è stata trasmessa dal 1980 su Rai 2 con il titolo Monopoly.
Alcune delle uscite internazionali sono state:
- in Danimarca l'11 novembre 1978 (Matador)
- in Svezia il 14 marzo 1988
- in Danimarca il 3 novembre 2001
- in Italia (Monopoly)
- in Germania il 1º dicembre 1981 (Die Leute von Korsbaek).[7]

## Episodi
| Stagione         | Episodi | Prima TV Danimarca |
| ---------------- | ------- | ------------------ |
| Prima stagione   | 6       | 1978               |
| Seconda stagione | 6       | 1979               |
| Terza stagione   | 6       | 1980               |
| Quarta stagione  | 6       | 1981-1982          |